# Léopold Carlier
Louis Marius Léopold Carlier, né le 21 juin 1839 à Saint-Étienne et mort le 8 août 1922 à Montpellier, est un architecte français.

## Biographie
Léopold Carlier étudie à l'Ecole des Beaux-Arts où il est l'élève de Charles Questel. Il s'installe à Montpellier en 1870 et devient un important architecte local, il réalise de nombreux monuments comme les Nouvelles Galeries ou le "Cercle des étudiants" de l'AGEM.
Il est particulièrement actif dans les environs de la ville et réalise par exemple la tour de l'horloge de Valergues. Au début du XXe siècle, Léopold Carlier devient conseiller municipal de Montpellier sous le mandat du maire Paul Pezet.
Son fils, Louis Carlier, qui l'assiste dès 1903, continuera de marquer l'architecture de la région. On lui doit par exemple la Caisse d'Epargne de Montpellier (2 Boulevard Ledru-Rollin), le casino, l'église de Palavas. Son petit-fils, René Carlier, poursuit l'activité, et co-signe notamment en 1954 la poste centrale de Rondelet à Montpellier avec Marcel Chappey.

## Galerie

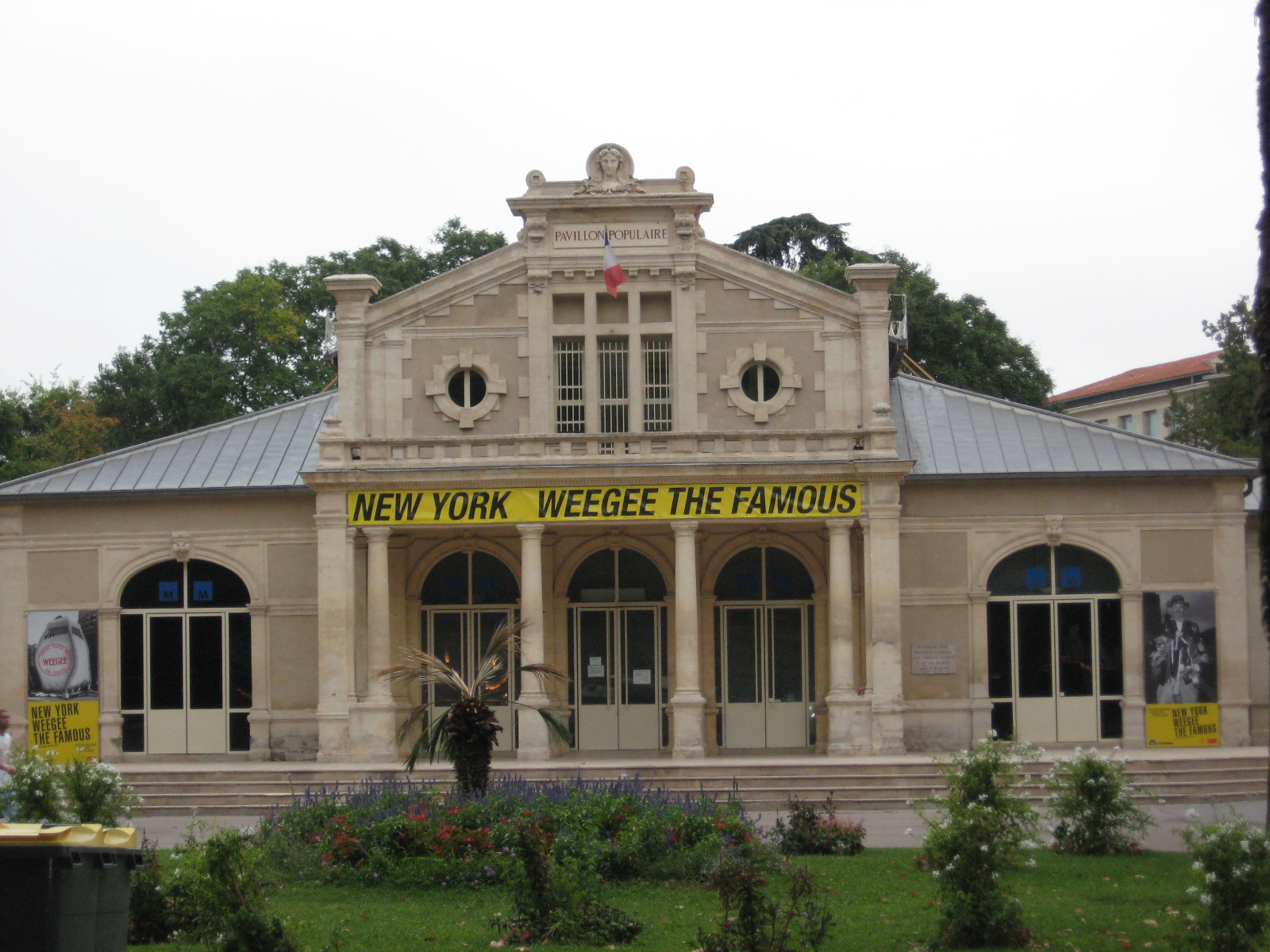
Pavillon populaire de Montpellier
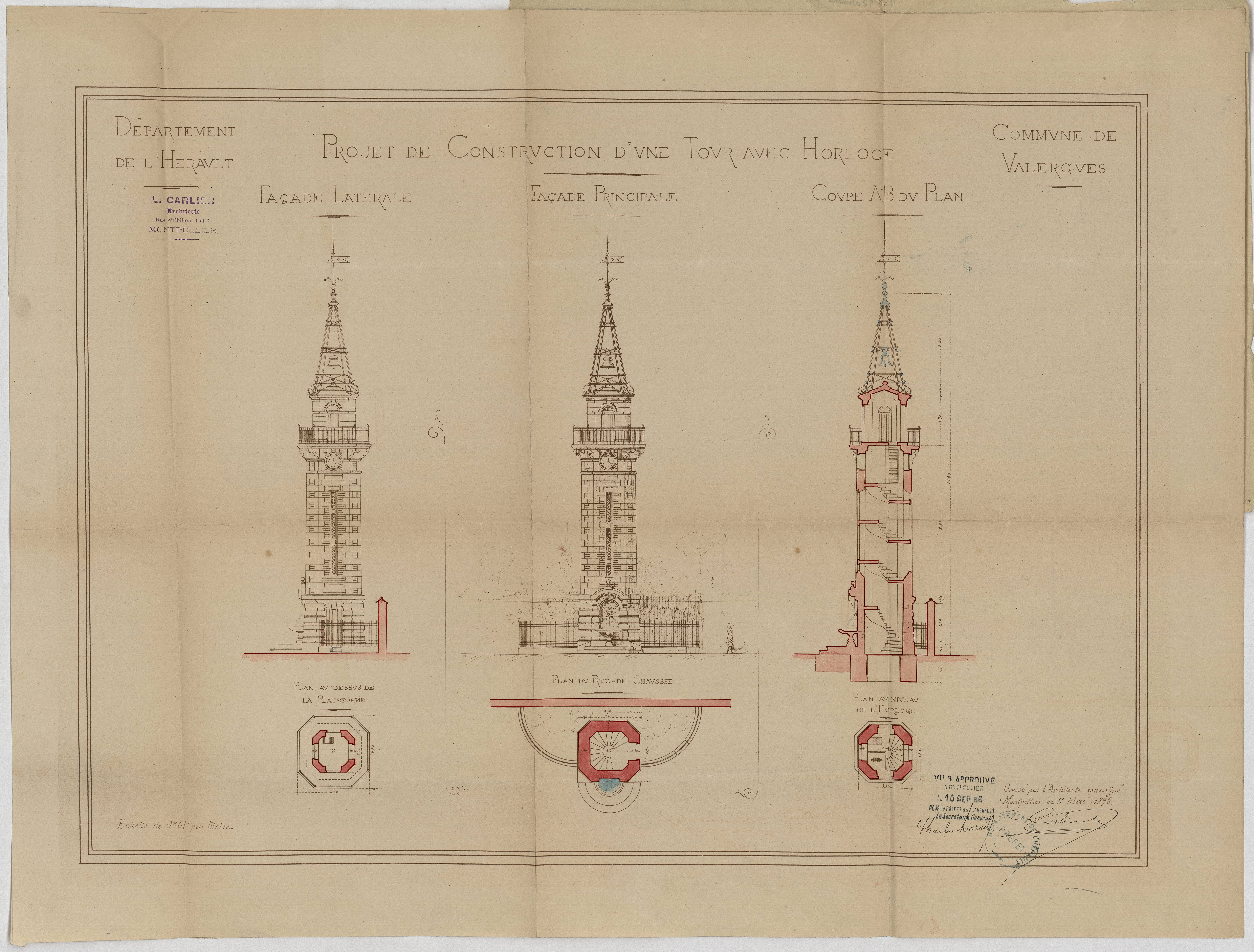
Tour de l'horloge de Valergues
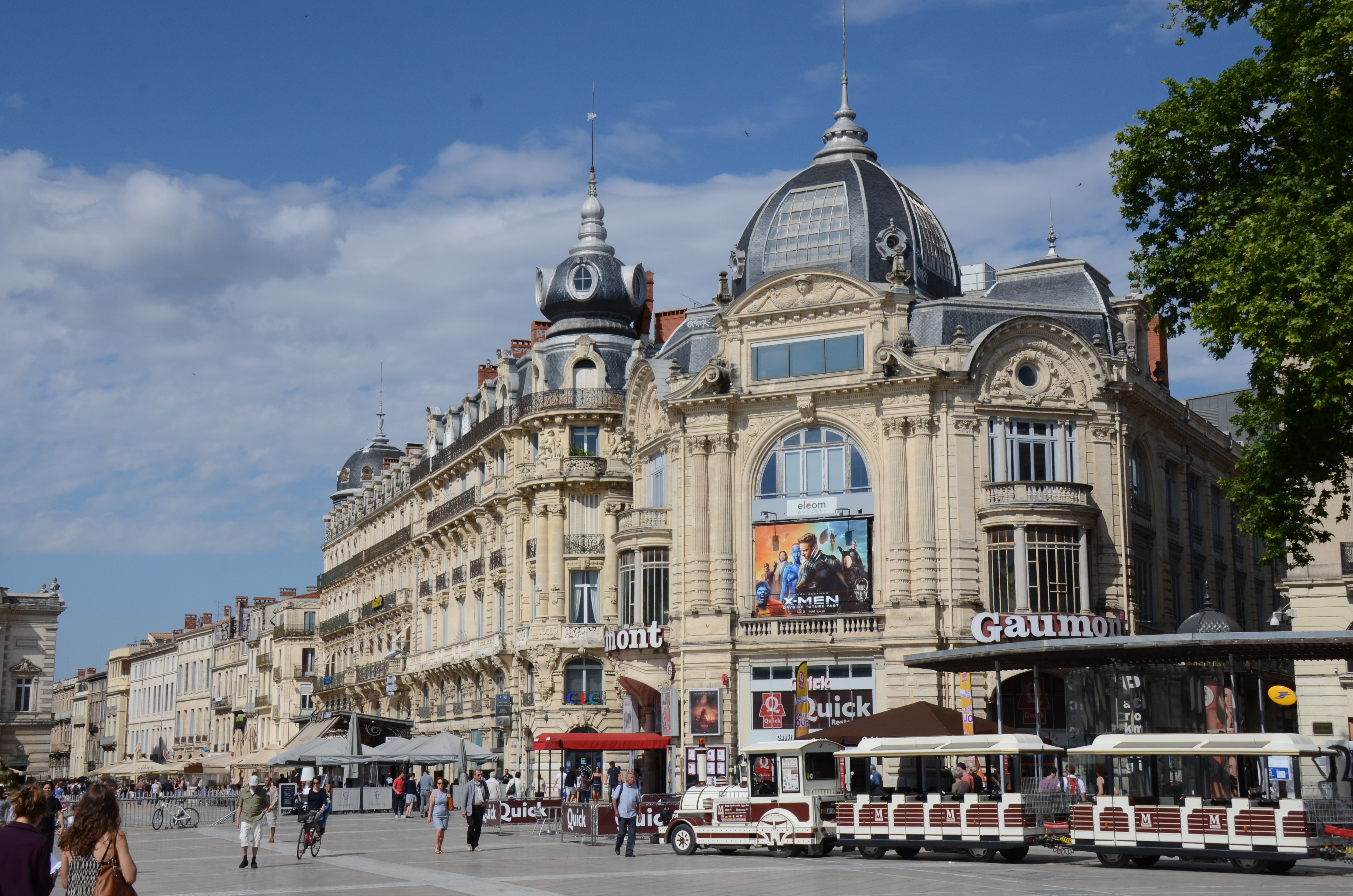
Immeuble des Nouvelles Galeries sur la place de la Comédie, Montpellier.
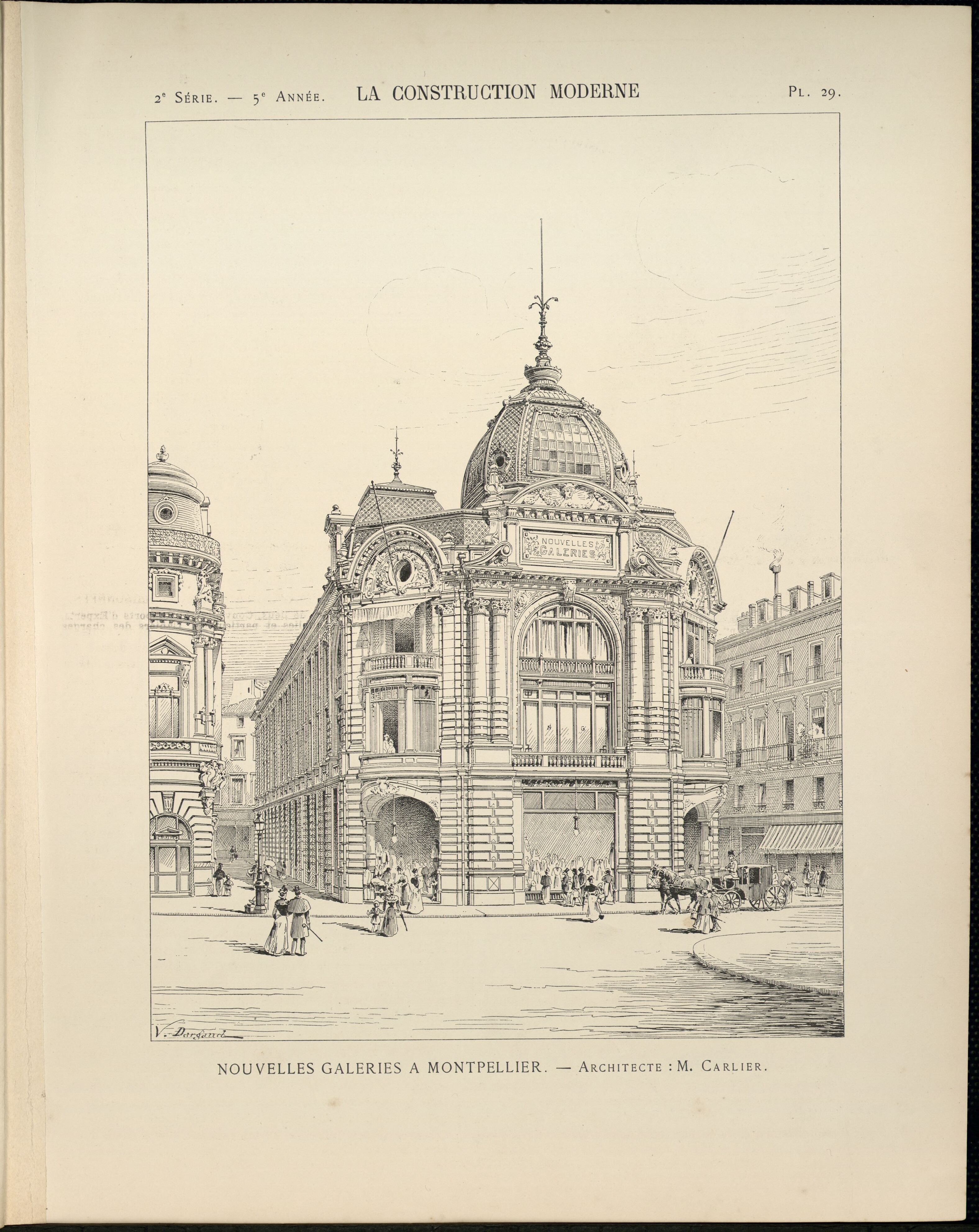
Croquis de Léopold Carlier de l'immeuble des Nouvelles Galeries
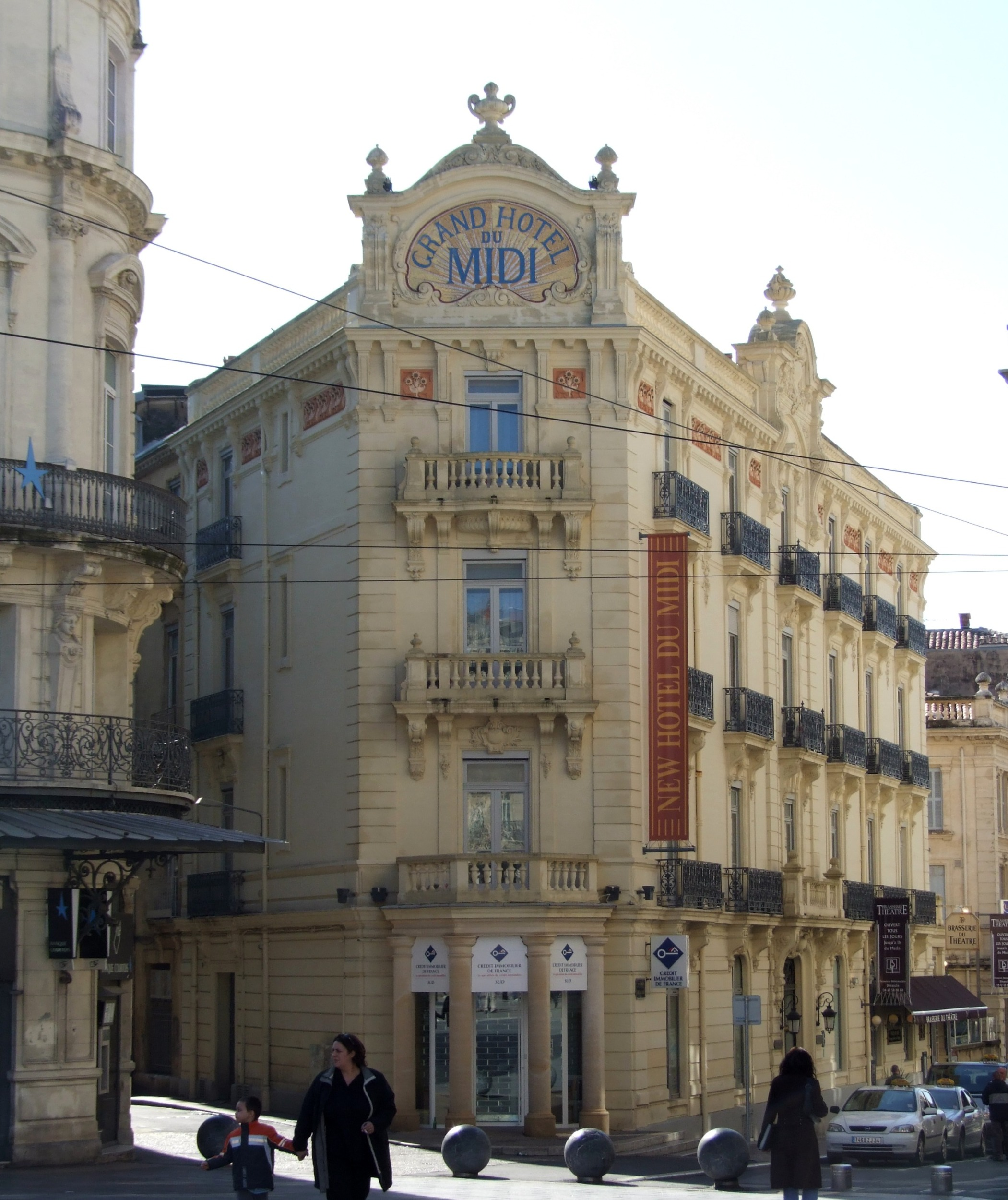
Grand Hôtel du Midi de Montpellier

## Réalisations
| Bâtiment                                         | Commune                                 | Année          |
| ------------------------------------------------ | --------------------------------------- | -------------- |
| Villa Guy                                        | Béziers                                 | 1867           |
| Villa Bianca                                     | Palavas-les-Flots                       | 1873, disparue |
| Immeuble 3 Avenue Georges Clémenceau             | Montpellier                             | 1879           |
| Château de la Tour,                              | Montady                                 | 1887           |
| Grand Hôtel du Midi, et Crédit Lyonnais          | Montpellier                             | 1890 environ   |
| Cercle des Etudiants (Pavillon Populaire)        | Montpellier                             | 1891           |
| Hôtel de ville                                   | Thézan-lès-Béziers                      | 1893           |
| Casino-théâtre                                   | Lamalou-les-Bains                       | 1895 environ   |
| Tour de l'horloge                                | Valergues                               | 1897           |
| Nouvelles Galeries                               | Montpellier                             | 1899 environ   |
| Manoir de la Ceriseraie                          | Montpellier -Quartier de la Pompignane. | 1902           |
| Hôtel Pams                                       | Perpignan                               | 1902           |
| Villa Marie-Louise                               | Bagnères-de-Bigorre                     | 1902           |
| Hôtel Bülher                                     | Béziers                                 | 1903           |
| Hôpital psychiatrique de La Colombière,          | Montpellier                             | 1906           |
| Façade du Pavillon des Arts (Maison des Bains)   | Pau                                     | 1907           |
| Hôtel de ville                                   | Cazouls-lès-Béziers                     | 1911           |
| Immeubles intersection Rue Joffre et Rue Gassion | Pau                                     | 1912-1913      |
| Villa Coste-Folcher                              | Montpellier                             | Inconnu        |